# Croatian International 2024
Die Croatian International 2024 fanden vom 26. bis zum 29. September 2024 in Samobor statt. Es war die 24. Austragung dieser internationalen Meisterschaften von Kroatien im Badminton.

## Sieger und Platzierte
| Disziplin    | Gold                          | Silber                            | Bronze                              |
| ------------ | ----------------------------- | --------------------------------- | ----------------------------------- |
| Herreneinzel | Rizki Ansyahri                | Charles Fouyn                     | Søren Hald                          |
| Herreneinzel | Rizki Ansyahri                | Charles Fouyn                     | Aaron Sonnenschein                  |
| Dameneinzel  | Raksha Kandasamy              | Leona Lee                         | Julie Franconville                  |
| Dameneinzel  | Raksha Kandasamy              | Leona Lee                         | Stefani Stoeva                      |
| Herrendoppel | Viktor Petrović Mihajlo Tomić | Jonathan Dresp Aaron Sonnenschein | Timeo Bourgin Orphé Queton-Bouissou |
| Herrendoppel | Viktor Petrović Mihajlo Tomić | Jonathan Dresp Aaron Sonnenschein | Matteo Massetti David Salutt        |
| Damendoppel  | Serena Au Yeong Anna Hagspiel | Tanya Ivanova Gergana Pavlova     | Cloé Brand Julie Franconville       |
| Damendoppel  | Serena Au Yeong Anna Hagspiel | Tanya Ivanova Gergana Pavlova     | Selin Hübsch Amelie Lehmann         |
| Mixed        | Mihajlo Tomić Anđela Vitman   | Jonathan Dresp Lara Käpplein      | Orphé Queton-Bouissou Eva Bouville  |
| Mixed        | Mihajlo Tomić Anđela Vitman   | Jonathan Dresp Lara Käpplein      | David Salutt Martina Corsini        |